# Eulogiusz (Georgijew)
Eulogiusz, imię świeckie Spiridon Antonow Georgijew (ur. 3 marca 1890 we Wracy, zm. 5 kwietnia 1947 w Sliwenie) – bułgarski biskup prawosławny.

## Życiorys
Był synem kapłana prawosławnego. W 1909 ukończył naukę w seminarium duchownym w Sofii. W ciągu kolejnych dwóch lat pracował w kancelarii Synod Egzarchatu Bułgarskiego. W latach 1911–1916 studiował teologię na Uniwersytecie w Czerniowcach. Z powodu wybuchu I wojny światowej musiał przerwać edukację i wrócić do Bułgarii, gdzie od września 1914 do sierpnia 1915 nauczał w szkole dla duchowieństwa przy Monasterze Baczkowskim.
28 października 1916 złożył wieczyste śluby mnisze w cerkwi św. Mikołaja w Sofii. Następnego dnia został wyświęcony na hierodiakona. Przez rok wykładał w seminarium duchownym w Płowdiwie, następnie służył w metropolii wraczańskiej w charakterze eparchialnego kaznodziei, a następnie także sekretarza metropolity wraczańskiego Klemensa. Święcenia kapłańskie przyjął 9 sierpnia 1919. Siedem dni później został protosynglem metropolii wraczańskiej i pozostawał nim do 1930. W 1921 otrzymał godność archimandryty.
Metropolię wraczańską opuścił, by w 1930 objąć stanowisko rektora seminarium duchownego w Płowdiwie. 13 grudnia 1931, pozostając rektorem seminarium, przyjął chirotonię biskupią z tytułem biskupa smolańskiego. Ceremonia miała miejsce w soborze św. Aleksandra Newskiego w Sofii. W latach 1936–1938 był rektorem seminarium duchownego w Sofii, a następnie przez rok sekretarzem Synodu Egzarchatu Bułgarskiego.
W styczniu 1939 rozpoczął służbę duszpasterską w metropolii sliweńskiej jako biskup pomocniczy. W czerwcu tego samego roku, trzy miesiące po śmierci metropolity sliweńskiego Hilariona, został wybrany na jego następcę i w roku następnym intronizowany. Sprawował urząd do śmierci w 1947.